# Gli arcangeli non giocano a flipper
Gli arcangeli non giocano a flipper è una commedia in tre atti del 1959 di Dario Fo, interpretata da lui stesso. Le musiche sono di Fiorenzo Carpi.
La trama centrale del secondo atto - lo scambio di identità del Lungo, segnato all'anagrafe come cane bracco - è un omaggio all'opera narrativa di Augusto Frassineti.

## Trama

### Atto primo
Un gruppo di amici sono soliti burlarsi del Lungo, un bonaccione che risponde al nome di Tempo Sereno, abituato da anni ad essere trattato come lo scemo della comitiva. L'azione si apre sul gruppo di ragazzi che ordina al Lungo di far finta di avere una congestione allo stomaco: l'intento sarà quello di accusare un innocente pasticciere del malanno ed estorcergli il denaro per le cure. Nel corso della rocambolesca impresa, il Lungo cade a terra tramortito e sviene. Riusciti nel loro intento, il gruppo di balordi utilizza il denaro per organizzare un finto matrimonio con rito ortodosso tra il Lungo ed una sedicente donna albanese, che si rivela in realtà una prostituta prestatasi al raggiro.
Il matrimonio ha luogo ed il Lungo, che non ha mai visto la sposa per via di certe usanze albanesi raccontategli dai suoi compari, rimane stupito della bellezza della donna: quest'ultima, però, alla vista della confusione creata dagli uomini nel corso della finta cerimonia, decide di lasciar perdere lo scherzo, cacciando tutti dalla sua abitazione, dove si stava svolgendo il finto rito.
Qui il Lungo confessa alla donna, chiamata Angelica (ed il cui nome d'arte è Angela), di non essere uno sciocco: sa perfettamente di essere sempre vittima di qualche burla, ma si presta a tutto ciò perché, credendolo un mentecatto, i compari non gli negano mai favori né rifiutano di offrirgli vitto ed alloggio gratis. L'inopportuno arrivo di uno dei burloni costringe il Lungo a lasciare Angelica: nonostante questa speri nel suo ritorno, ciò non avviene.

### Atto secondo
Il Lungo decide di recarsi a Roma per reclamare la sua pensione di invalidità che gli permetterà un introito con il quale garantirsi la sopravvivenza: durante la guerra è stato infatti colpito da un proiettile al coccige, e la sua mutilazione lo ha reso invalido. Giunge così all'anagrafe, luogo pieno di arroganti impiegati stranamente somiglianti ai suoi compari, dove è costretto a minacciarli con un finto ordigno esplosivo pur di farsi ascoltare. Soggiungono però un commissario della polizia ed un brigadiere che immobilizzano il Lungo, minacciando di arrestarlo: le manette devono però essergli tolte, in quanto il Lungo è un invalido, com'è scritto sui suoi documenti, e quindi non può essere posto ad un trattamento del genere. Le carte conservate all'anagrafe contengono però un dato strampalato: il Lungo risulta essere infatti, per lo Stato, un bracco di professione cane da caccia. Una breve indagine porta alla verità: fu un burocrate impazzito, prossimo alla pensione, ad alterare un'enorme quantità di dati nelle schede anagrafiche. Il Lungo, per ottenere la pensione, dovrà rinchiudersi in un canile in qualità di randagio: qui, dopo tre giorni, verrebbe dato per morto vista la legge per la soppressione dei cani randagi e, una volta dato per morto, potrà ripresentarsi all'anagrafe con i testimoni per un cambio di identità.
Il nuovo direttore del canile, però, vuole essere così scrupolosamente attento alle leggi che è seriamente interessato ad eliminare il Lungo dopo i tre giorni anziché far solo finta. Il Lungo si ritrova così costretto a farsi adottare da un prestigiatore matto per sfuggire a morte certa. Scoperto però che quest'ultimo intende renderlo un fenomeno da baraccone, scappa mordendolo come fosse realmente un cane.
La fuga lo porta a rifugiarsi in un vagone di un treno che sta portando un ministro alla posa della prima pietra di una scuola. Impossessatosi dei suoi vestiti, viene scambiato per il ministro mentre quest'ultimo, in mutande e chiuso per errore nel bagno del treno, viene scambiato dal capotreno per un furbastro che tentava di viaggiare gratis e quindi fermato. Nel corso della cerimonia, però, entra improvvisamente la moglie del ministro introdotta dal sindaco: il Lungo si trova di fronte Angela, spacciatasi per la consorte del ministro mentre in realtà ne è solo l'amante. Una mossa sbagliata del Lungo provoca uno scoppio di fuochi d'artificio: mentre la folla scappa, rientra il capotreno che, riconosciuto nel Lungo il vero viaggiatore scroccone, si mette ad inseguirlo furibondo.

### Atto terzo
Il sindaco, ancora convinto che il Lungo sia il vero ministro, lo accompagna nella sua stanza d'albergo consegnandogli nove milioni di lire come fondo per la costruzione di un canile e di un monumento al miglior amico dell'uomo. Non appena abbandonano la stanza vi entrano a sorpresa Angela seguita dal vero ministro e, con una serie di buffonesche trovate, il Lungo riesce a rientrare nella stanza e a portare via la donna, promettendole una relazione.
La scena torna al primo atto, nel momento in cui il Lungo si trova svenuto a terra attorniato dai compari, dopo lo scherzo giocato al pasticcere. Tutto ciò che è accaduto dopo, infatti, non è stato che un sogno. Si ripete la scena del matrimonio da capo, ed il Lungo è trepidante perché aspetta di vedere Angela sotto il velo da sposa: appare però una bruttona, miope e con folte sopracciglia. Il Lungo maledice allora coloro che organizzano i sogni, gli arcangeli, perché hanno giocato con lui come con un flipper. La donna sgraziata, furiosa per il comportamento balordo dei compari sempre pronti a far uscire dai gangheri il Lungo, si toglie il trucco: si tratta in realtà di Angela, con il bel viso che la contraddistingueva anche durante il sogno.
I due si innamorano, e la scena patetica viene interrotta dalla sgangherata orchestrina improvvisata dai compari. Il lungo chiede scusa agli arcangeli, poiché si rende conto che non era possibile che loro avessero giocato con lui: gli arcangeli, infatti, non giocano a flipper. Gli rimane una cosa, però, del sogno: i soldi consegnatigli dal sindaco del paese per la costruzione del canile e del monumento; i compari balordi, a cui fa gola il denaro, si fingono immediatamente amici del Lungo per impossessarsene ma quest'ultimo, stanco delle loro bravate, spalanca la finestra e getta la busta contenente le banconote nel canale sottostante. Immediatamente tutti corrono a tentare di recuperare qualcosa lasciando soli il Lungo ed Angela. Lei gli promette l'amore, nonostante lui abbia gettato tutti quei soldi come un matto: ma con un colpo di scena, il Lungo trae un nuovo pacco di denaro dalle tasche. Anche questo trucco era un insegnamento degli arcangeli.

## Commento dell'opera
Gli arcangeli non giocano a flipper si situa tra le prime commedie scritte da Dario Fo nel periodo di gestazione del teatro più apertamente politico e di critica sociale, caratteristico della sua produzione drammaturgica degli anni sessanta e della successiva. L'impostazione dell'opera risente in parte della precedente esperienza dell'autore nel teatro di rivista: concepita in un susseguirsi di sketch uniti da una trama, non concentra la propria satira verso un preciso obiettivo, ma si pone come lettura del tormentato rapporto del cittadino nei confronti del meccanicismo burocratico e l'inadeguatezza di chi, troppo intelligente per essere compreso, si rinchiude in un ruolo, come l'Enrico IV pirandelliano, pur di sopravvivere.
Il rapporto d'amore tra Angela e il Lungo sfiora il patetico e, per evitare ciò, l'intervento dell'orchestrina trasforma una scena d'amore in un'occasione ridicola. Come in altre commedie di Fo, quando il bastian contrario non è rappresentato da un buffone è di nuovo un personaggio femminile che fa da contrasto ad un ordine costituito: è infatti Angela che si burla del ministro tramite la messinscena di un finto tradimento o, ancora, è sempre lei che decide di porre fine allo scherzo del finto matrimonio.